# Landibar
Landibar est une commune située dans la municipalité de Urdazubi de la communauté forale de Navarre, dans le Nord de l’Espagne.
Cette commune se situe dans la zone bascophone de la Navarre.
La fameuse discothèque « Lapitxuri », qui tire son nom du cours d'eau Lapitzxuri qui se jette sur la Nivelle au pont de Dantxaria, se situait sur cette commune. Elle a changé de nom et s'appelle actuellement « La Nuba ».